# 魔法の詩保ちゃん
魔法の詩保ちゃん（まほうのしほちゃん）は、恋緒みなと（現・こいおみなと）原作の日本の成年漫画。単行本は富士美出版（単巻）と茜新社（全2巻）のものがある。

## 概要
恋緒みなとの最初期の作品の一つであり、1989年に『COMICペンギンクラブ』にて連載された作品である。
単行本発売前の1990年に赤い無地の表紙で同人誌版が発売された。この同人誌版は女性器が無修正で描かれており、冒頭での主人公の自己紹介で主人公が小学生であることが記述されているなど、所謂「ロリ物」の先駆け的な存在といえる作品である。登場キャラクターの一部はギリシア神話に登場する神々の名前やギリシャ神話にまつわる名称や地名が元ネタとなっている。
また、ピンクパイナップルによる制作でアダルトアニメ化もされている。

## あらすじ
ある日、神奈川県横浜市に住む女子小学生、時坂詩保の元に何者かから一通の封筒が届いた。中にはペンギンの形をしたバッヂが入っており、そのバッヂは詩保に声を掛けてきた。話を聴くと、バッヂは自らを「ペン」と名乗り、南極に在る魔法の国から来た妖精であると言い、「愛のアムール」と呼ばれるエネルギーを集めるために詩保の元に派遣されたと話す。愛のアムールを集める理由は、南極でエネルギーが足りなくなり、氷河が融け始め、地球が水没の危機に瀕しているからであるという。「愛のアムール」とは何かという詩保の問いに対し、ペンは人間がオルガスムスの時に発する力、即ちセックスのことであると説明。愛のアムールを集めるのは魔法少女の仕事であり、詩保はその魔法少女に選ばれたのだという。詩保は男性経験はおろか、オナニーの経験すら無く、まだエッチなことについての知識や経験が無いため、顔を真っ赤にして恥ずかしがって魔法少女になることを躊躇するも、地球が水没の危機に瀕した非常事態であることを鑑み、魔法少女になることを決意する。

## 登場人物
時坂詩保
本作の主人公。神奈川県横浜市の高層マンションに住む小学生。温厚で優しい性格の美少女。
ある日、南極から届いた封筒に入っていたペンテウスに依頼され「愛のアムール」と呼ばれる、セックス時の快感によって発するエネルギーを集める魔法少女になる。岡野とは以前からの知り合いで仲が良い。通常、バッヂに変身した状態のペンテウスと会話が出来る唯一の人物。いつもスカート捲りをしてくる若林に不満があるが、それで先生に怒られて正座させられて授業に戻って来られなくなった彼を気に掛けるなど、優しすぎる一面があり、英美子にも優しすぎると指摘されている。岡野と仲良くしていることを快く思わない若林にイタズラされて岡野から預かった原稿を紛失した際には普段からの鬱憤に耐えかね、泣きながら「あんたなんか大っ嫌いよ」と言い放った。
作中では1つ目の変身リングを不注意により水に浸けて機能不良にしてしまい、今日子に頼まれて買い物に行った際には変身リングの不具合でエレベーターの中で勝手に変身してしまい、全裸だったことから乗り合わせていた男性客ら数人に輪姦された。
初代の変身リングは大人の姿に変身すると無意識にオナニーをしてしまうという特徴があり、ペンテウスによるとオナニーはアムールの無駄遣いであるという。2代目の変身リングはデジタル化され、機能も格段にアップしたが、その代わりにアムールの消費量が大きくなってしまった。度量によって変身後の性格が変わるシステムで最も度量の高い状態で変身すると性欲の権化となり、その性格はエッチの気持ち良さを覚えた英美子をそのまま大人にしたような雰囲気になる。
魔法少女を通して多くのセックスをしてきたためか、セックスが好きではない。
ペンテウス=テーバイ
詩保の相棒を務めるペンギン型のバッヂ。愛称は「ペン」。その正体は南極に在る魔法の国にて王女の世話をする筆頭執事。実体は精霊であり、神に近い所に居た人物である。ハモニア=バルベリーニという弟子が居たが、ハモニアの裏切りにより袂を分かっている。
実は、南極が水没の危機に瀕するきっかけを作った人物でもある。南極の王女であるセレネ王女の元に何者かから届いたドリンク剤（いわゆる催淫剤）を彼女が不用意に服用したことで淫乱な性格になり、彼女から男性器を求められたことで気が緩み、つい軽い気持ちでセレネ王女とセックスをしてしまい、これが一連の事件の発端となってしまう。
名前の元ネタはギリシア神話の神「ペンテウス」と古代ギリシアの国家の一つ「テーバイ」。
セレネ王女
南極の魔法の国の王位継承者である王女。年齢は16歳。詩保を魔法少女に任命することを決断した張本人。南極では愛のアムールの流出を防ぐために封印のパスワードを毎日更新・設定しなければならず、ある日、パスワードのネタ切れになり、イタズラ心で適当に設定したパスワードが「アイ=イ=クウ」であった。その後、何者かから届けられたドリンク剤を不用意に口にして淫乱な性格になってしまい、ひょんなことから側近である執事のペンテウス=テーバイとセックスしてしまう。彼とのセックスでオルガスムスに達した際に「あっ」「い」「いくぅ」と発してしまったことでパスワードが適合して封印が解除され、アムールが流出、氷が融けはじめて地球を水没の危機に瀕するきっかけを作ってしまった。
名前の元ネタはギリシア神話の神「セレネー」。
田村英美子
詩保のクラスメイト。裕福な家庭の育ち。当初はオナニーの意味も知らないほどの純情な少女で、クラスメイトの女子に「オナニーって知ってる?」と訊かれて答えられず、オナニーの意味を知りたくて詩保に相談する。
詩保は魔法で大人の姿に変身し、英美子にオナニーの仕方を教えるが、これで気持ち良さを覚えてしまった英美子は淫乱気質な性格に変わり、詩保とのレズプレイを中心にオーラルセックス、フェラチオ、クンニ、SM、3Pや4Pといったあらゆるエッチを経験してみたいと思うほどになってしまう。ハモニア=バルベリーニが復活した際には爆発に巻き込まれて大量出血を伴う瀕死の重傷を負うが、ペンテウスによって一時的に変身能力を与えられることで死を免れ、指輪に封じ込められた詩保を助け出すために魔法少女としてハモニアと対峙する。その後、助け出された詩保と共にハモニアを再び指輪に封印することに成功した後はアムールの力を使って時間を戻し、記憶を消去されたと思われたが、なぜか英美子の記憶は削除されていなかった。その理由は結局明かされておらず、詳細は不明である。
その淫乱気質は途轍もなく、人間の持つ数値をはるかに凌駕するほど。そこに目を付けた北極側が英美子を北極側の魔法少女にして詩保を潰すことにしたが、魔法の力で大人になった英美子は詩保をそのまま大人にしたような温厚で優しい性格になってしまい、役に立たなかった。ただし、変身していない少女の姿の時に一度だけ精神が錯乱状態となって詩保の顔を水に押し付けて殺害しようとした。なお、この直前にペンテウスが邪気を感じ取るが、なぜこの時に英美子に詩保を殺そうとする邪気が発生したのかについては最後まで理由が明らかにされず、詳細は不明である。
岡野
詩保と顔なじみの漫画家。詩保の父親は画材屋を営んでおり、以前から家族ぐるみで知り合いのようである。なかなか良い仕事が取れず、食べるにも困っていた所に大人の姿になった詩保（正体はハモニア=バルベリーニ）が現れ、締め切りが近いにもかかわらず、無理矢理セックスさせられる。詩保のクラスメイトである若林は詩保と岡野が仲良くしていることを快く思っていない。
若林
詩保・英美子のクラスメイト。ガキ大将的存在で、事ある毎に女子児童のスカート捲りをしては教師に怒られている。そのせいで英美子からはかなり嫌われており、事ある毎に口論を繰り返している。詩保に好意を持っており、気持ちとは裏腹につい詩保に対して意地悪をしてしまう。詩保と岡野が仲良くしていることを快く思っておらず、腹いせに岡野に対して悪態をつき、詩保が岡野から預かった原稿を意地悪で取り上げ、攻防の末に川に流されてしまい、詩保から「アンタなんか大っ嫌いよ」と言われてしまう。
小倉
詩保・英美子のクラスメイト。森本と共にいつも若林と一緒に居り、彼と共にスカート捲りをするなどしているが、3人の中では最もマトモな性格に近い。
森本
詩保・英美子のクラスメイト。小倉と共にいつも若林と一緒に居り、彼と共にスカート捲りをするなどしている。
南野緑
詩保がよく買い物に出かける大型スーパーのレジ担当アルバイト店員。長い黒髪の美人。生活用防水の変身リングを装着したまま誤って浴槽に浸けてしまった影響により、一瞬だけ大人の姿に変身してしまった全裸の詩保を見て驚く。
時坂一男
詩保の父。家業は画材屋。予てより岡野とは知り合いである。詳細は不明であるが、今日子との会話でペンテウスのことを「ペン様」と呼ぶシーンがあり、南極の魔法の国の元住人もしくはペンテウスの部下だったと思われる。
時坂今日子
詩保の母親。温厚な性格の美人。実は嘗て魔法少女だった人物。
田村美和
英美子の姉。彼氏に振られた傷心旅行として、英美子と詩保を誘って温泉旅行に行く。彼氏と別れて長らくエッチしていないため、体が疼いてしまい、人知れずオナニーをしていたところを詩保に見られ、詩保の計らいで大人になった詩保とレズプレイをすることになるが、本人はレズプレイに興味は無い。
カシュー
北極側の密使。詩保を殺すために追跡し、温泉宿までやってきた。シロクマの着ぐるみを着て詩保を監視していたところ、英美子と出くわす。英美子を詩保殺害の実行犯として利用することを考え、巧く抱き込んで北極側の魔法少女としてスカウトすることに成功するが、大人に変身した英美子は温厚な性格であったため、役に立たなかった。
ハモニア=バルベリーニ
かつて南極の魔法の国の住人で、ペンテウスの弟子だった人物。
しかし、元々ペンテウスに付き従う意思は無く、有効な殺人術を手に入れたら予てより離反するつもりでいた。そのことをペンテウスに見破られたため、指輪に封印されてしまうが、それから暫くして指輪に封印された彼女が何者かによって「ペン」名義で詩保充てに郵送で送られる。変なデザインに興味を持つ英美子に強引に勧められる形で詩保は指輪を無理矢理身に付けさせられ、結果的に身体を乗っ取られてしまい、詩保の身体を手に入れたハモニアは師匠であるペンテウスに復讐するために戦いを挑む。オルガスムスに達するとと死んでしまう媚薬を英美子の身体を遣って対峙したペンテウスに対して使用し、追い詰めるも、最終的には自由の身を取り戻した詩保によって再び封印されてしまう。
天野
茜新社版単行本第1巻の番外編「ザ・番外編」に登場する、詩保のクラスメイト。詩保を監禁し、レズプレイを強要。催淫剤と利尿剤を用いて詩保を性的に追い詰め、最後には詩保をイかせて失禁させる。その理由は、詩保がなかなか検尿用の尿を提出しなかったため、業を煮やして強引に検尿を回収するためだった。
雀士
茜新社版単行本第2巻の番外編「哭きの詩保」に登場する雀士。名前は不明。詩保との麻雀対決で勝利し、詩保を亀甲縛りの上、雀牌を挿入して感じさせ、イラマチオを経て強姦しようとするなど、詩保を追い詰めるが、変身した詩保と麻雀で再戦した結果、地和と国士無双で破れる。
この番外編ではセックスによる愛のアムール回収ではなく、麻雀で役満を100回達成することで人類滅亡の危機を救う内容となっている。

## 書籍情報
- 同人誌 1990年8月19日
- 富士美出版　1992年1月5日、雑誌 57750-31
- 茜新社

1. （1995年6月30日）、ISBN 4-87182-155-2
2. （1995年7月30日）、ISBN 4-87182-159-5